# Route asiatique 1
Pour les articles homonymes, voir Route 1.
La AH1 est la plus longue route asiatique avec 20 557 km. Elle part de Tokyo, au Japon et passe par la Corée du Sud, la Corée du Nord, la Chine, le Viêt Nam, le Cambodge, la Thaïlande, la Birmanie, l'Inde, le Bangladesh, le Pakistan, l'Afghanistan et l'Iran, pour arriver en Turquie, où elle rejoint (et se confond avec) la route européenne 80 (E80).

## Parcours

Carte

## Japon

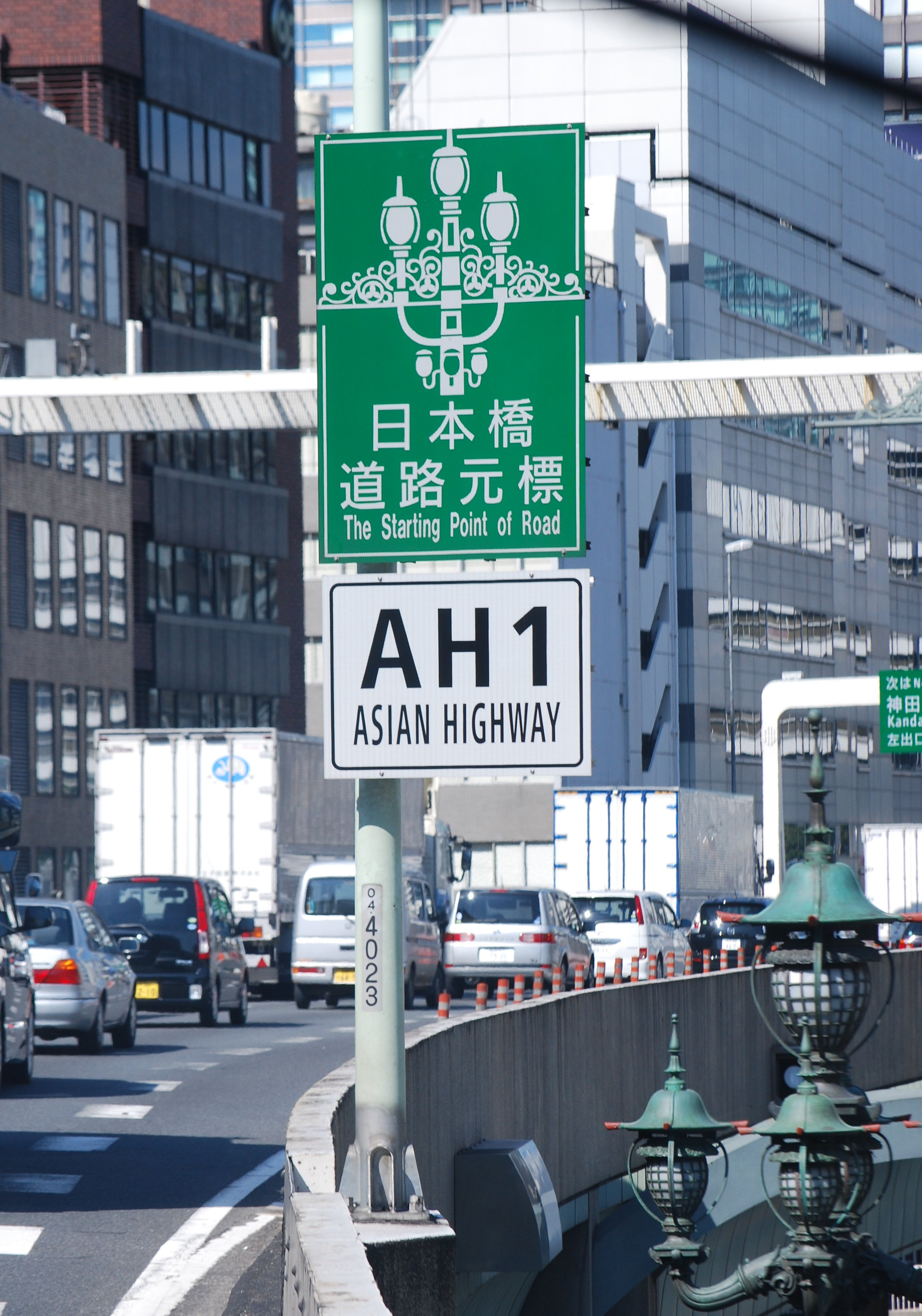
Le point de départ de la route à Chūō-ku, Tōkyō.

- Autoroute Shuto, Route C1
- Autoroute Shuto, Route 3
- Autoroute Tōmei
- Autoroute Meishin
- Autoroute de Chūgoku
- Autoroute Sanyo
- Autoroute de Chūgoku
- Pont Kanmon
- Autoroute de Kyūshū
- Autoroute de Fukuoka, Route 4
- Autoroute de Fukuoka, Route 1

La liaison entre la section japonaise et coréenne de l'AH1 se fait par ferry de Fukuoka à Busan.

## Corée du Sud
- Autoroute urbaine de Busan 11, Route de Beonyeong-no : de Dong-gu (Busan) à Geumjeong-gu (Busan).
- Autoroute Gyeongbu (Autoroute 1) : de Geumjeong-gu (Busan) à Seocho-gu (Séoul).

## Corée du Nord

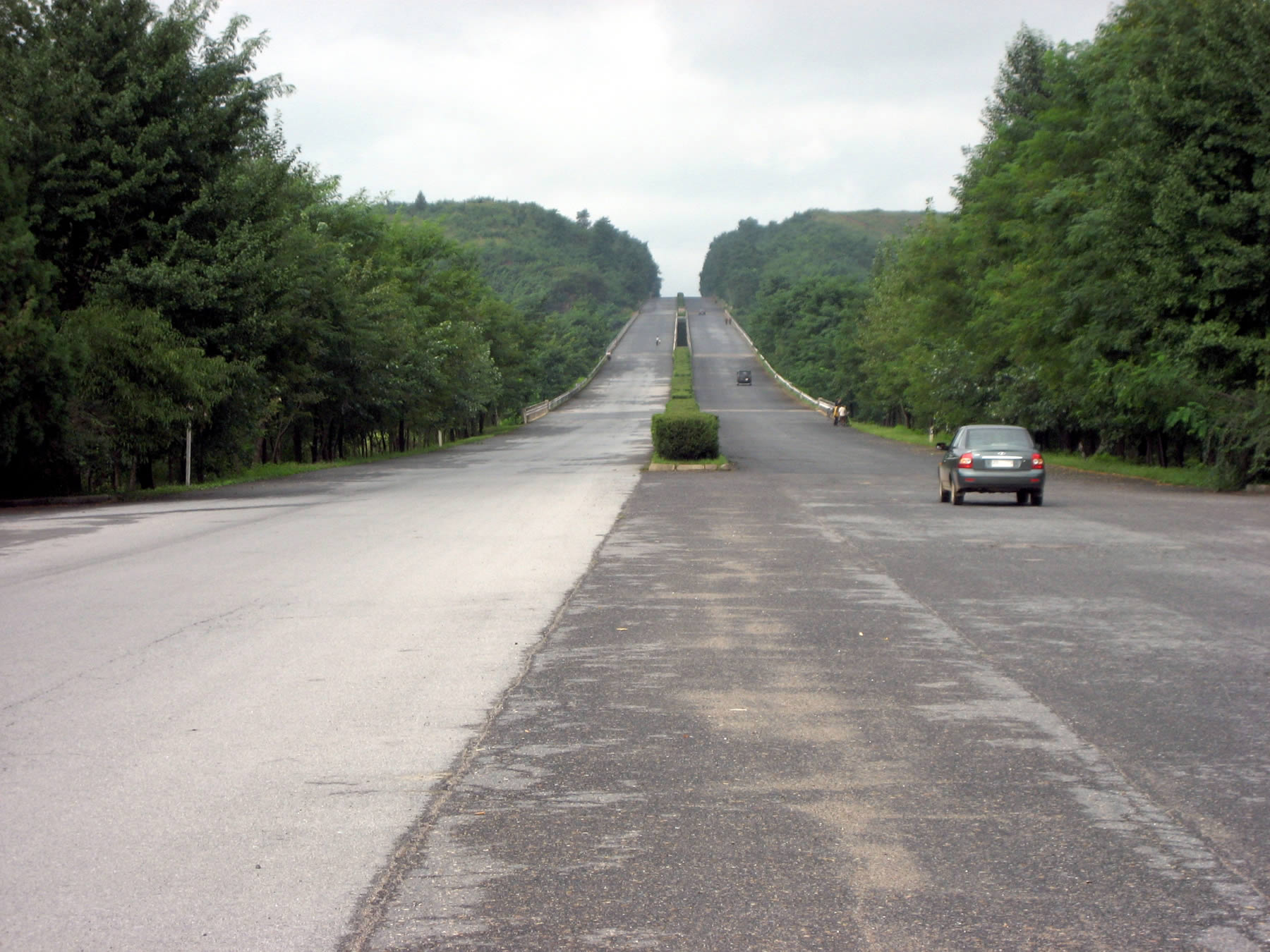
L'autoroute de Pyongyang-Kaesong, également appelée « autoroute de la Réunification ».

L'AH1 traverse la Corée du Nord en passant par l'autoroute de Pyongyang-Kaesong. Le périple commence à Panmunjeom avant de relier Kaesong puis Pyongyang. L'autoroute atteint ensuite Sinuiju. Ce segment nord-coréen de l'AH1, long de 405 km, est relié à Dandong en Chine par le pont de l'amitié sino-coréenne.

## Chine

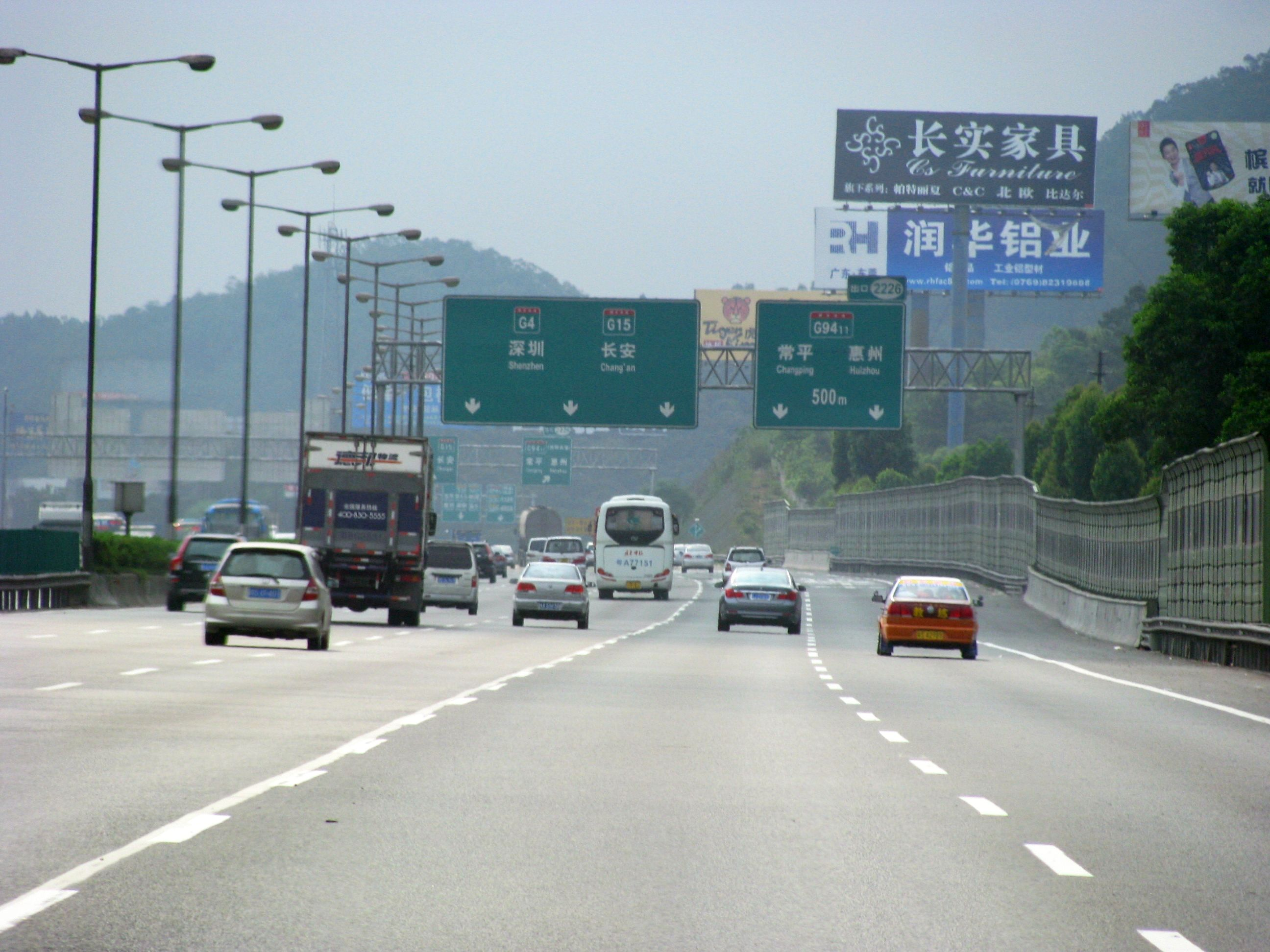
L'autoroute Pékin–Hong Kong–Macao fait partie de la route AH1.

- G1113, Autoroute Dandong–Fuxin: de Dandong à Shenyang.
- G1, Autoroute Pékin–Harbin : de Shenyang à Pékin.
- G4, Autoroute Pékin–Hong Kong–Macao : de Pékin à Canton en passant par Shijiazhuang, Zhengzhou, Xinyang, Wuhan et Changsha.
  - G4, branche partant de Canton à Shenzhen.
- G80, Autoroute Guangzhou–Kunming: de Canton à Nanning.
- G7211, Autoroute Nanning–Youyiguan: de Nanning à Youyiguan.

## Viêt Nam

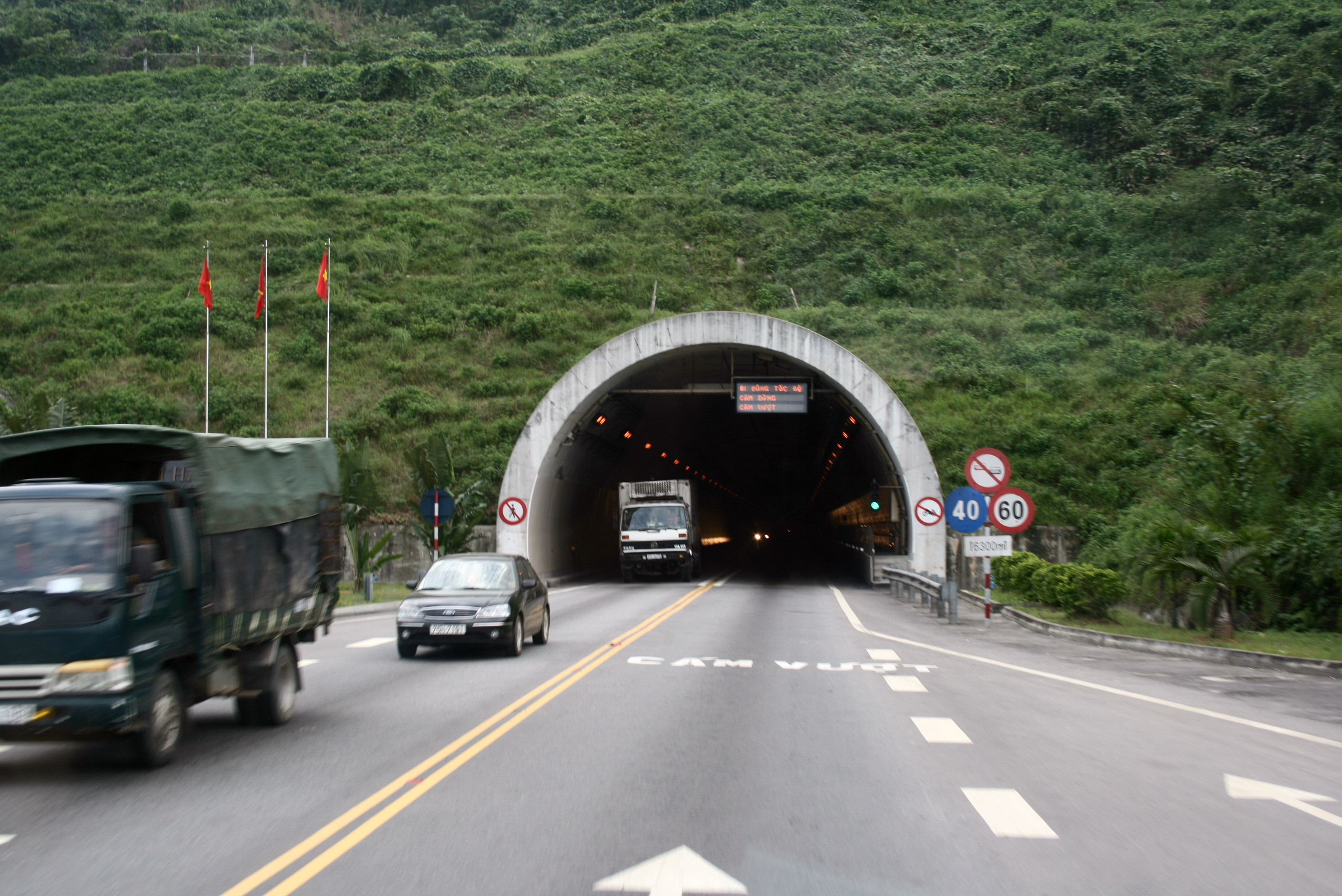
Entrée nord du tunnel de Hai Van.

- : Hữu Nghị Quan - Đồng Đăng - Hanoi - Vinh - Đồng Hới - Đồng Hới - Đông Hà - Huế - Đà Nẵng - Hội An - Quy Nhơn - Nha Trang - Phan Thiết - Biên Hòa - Hô-Chi-Minh-Ville
- : Hô-Chi-Minh-Ville - Mộc Bài
- Autoroute Hanoï–Hải Phòng

## Cambodge
- Route 1 : Bavet - Phnom Penh
- Route 5 : Phnom Penh - Poipet

## Thaïlande

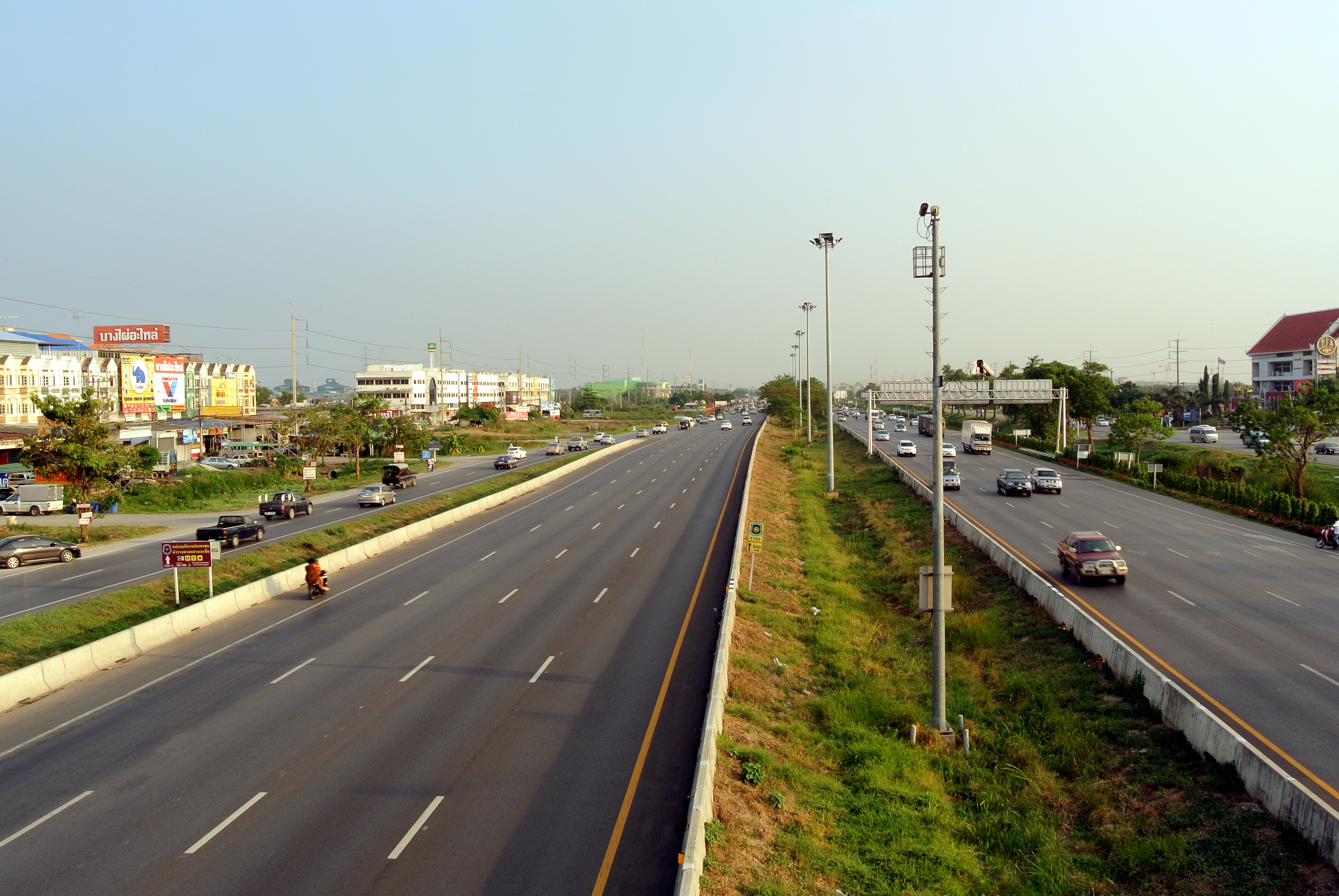
AH1, AH2 et Route 32 à Ayutthaya.

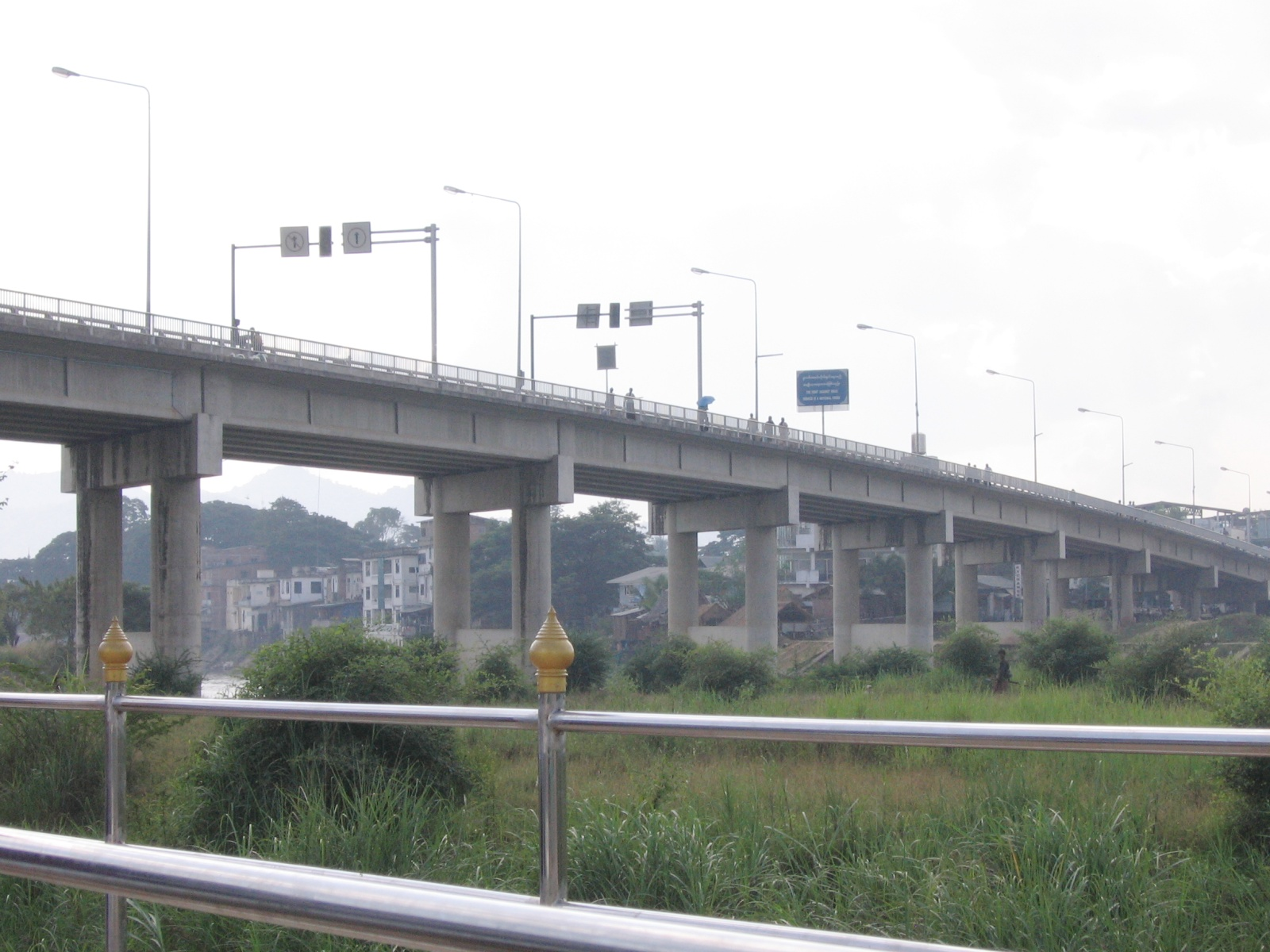
Pont de l'amitié thaï-birmane.

- Route 33: Aranyaprathet - Kabin Buri - Hin Kong
- Route 1 : Hin Kong - Bang Pa-In
  - Route 1 : Tronçon: Bang Pa-In - Bangkok
- Route 32:  - Bang Pa-In - Chainat
- Route 1 : Chainat - Tak
- Route 12: Tak - Mae Sot

## Bangladesh
- Passage via Benapole

## Inde
- NH 1, New Delhi (la capitale) - Attari
- NH 2, Kolkata (Calcutta) - Durgapur - Barhi - Kanpur - Agra - New Delhi
- NH 34, Barasat - Kolkata
- NH 35, Petrapole - Barasat
- NH 36, Dimapur - Nagaon
- NH 37, Nagaon - Numaligarh - Jorabat
- NH 37, Tronçon de Jorabat à Guwahati
- NH 39, Moreh - Imphal - Kohima - Dimapur
- NH 40, Jorabat - Shillong - Dawki

## Afghanistan

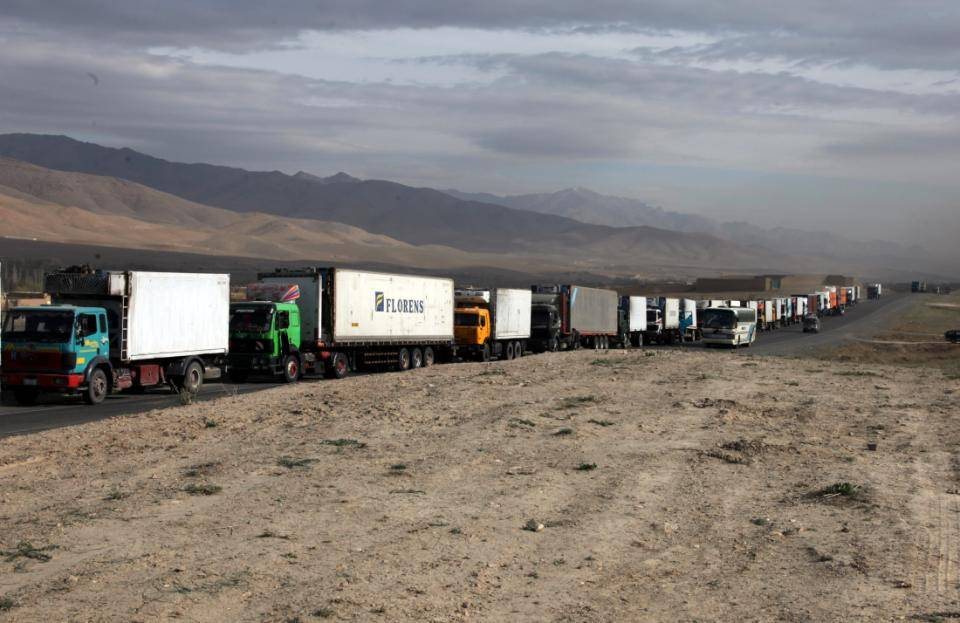
Un convoi de camions sur le tronçon Kaboul - Kandahar en 2010.

L'AH1 est ici confondue avec l'A01 sur la totalité du trajet, soit 1 400 km. Elle relie Torkham, à la frontière avec le Pakistan, à Islam Qala, à la frontière avec l'Iran. Elle traverse la capitale du pays, Kaboul, ainsi que les villes de Kandahar, Dilaram et Herat.

## Iran
Elle relie Taybad à la frontière avec l'Afghanistan, à Bazargan à la frontière avec la Turquie. Elle traverse la capitale du pays, Téheran, ainsi que les villes de Nishapur, Tabriz, Damghan et Tanjan.
Ainsi que le Parc National de Khar Turan

## Turquie
La Route Asiatique 1 rejoint la route européenne 80 à Gurbulak  et se confond avec jusqu'à Istanbul.